# (6555) 1989 UU1
(6555) 1989 UU1 (1989 UU1, 1931 DV, 1977 AR, 1979 SS10) — астероїд головного поясу.
Тіссеранів параметр щодо Юпітера — 3,636.